# 逆平行 (生化学)
生化学の分野では、2つの生体高分子が互いに平行に走っているが、方向性（整列）が反対の場合を逆平行（ぎゃくへいこう、英: antiparallel）という。たとえば、DNA二重らせんの相補的な2本鎖があり、これらは互いに逆方向に走っている。

## 核酸
核酸分子には、ホスホリル基末端（5'末端）とヒドロキシル末端（3'末端）がある。この表記法は、有機化学の命名法に基づくもので、DNA鎖に対するDNAポリメラーゼ酵素などの相対的な動きを、恣意的にならないように定義するために用いることができる。

### グアニン四重鎖

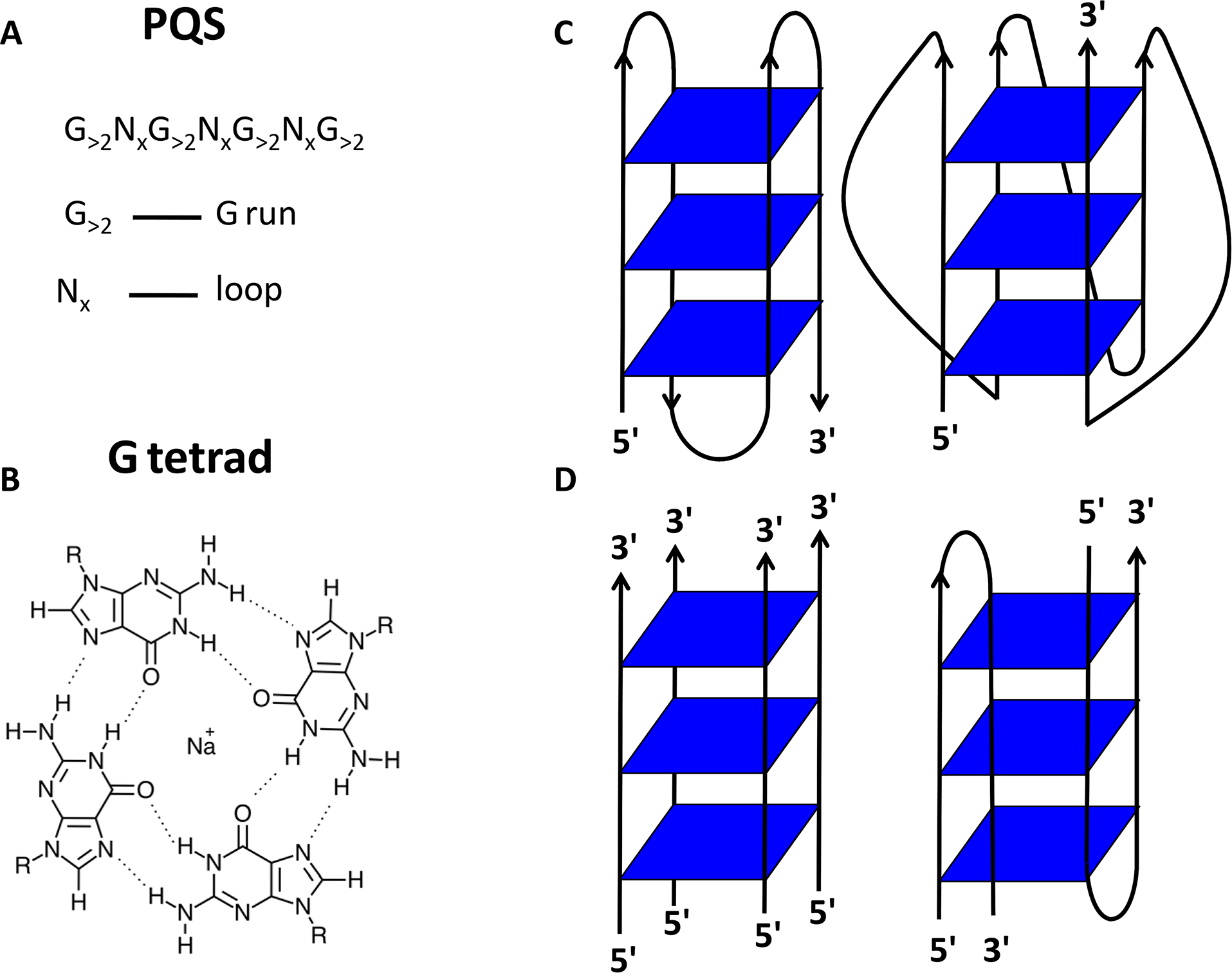
(A)推定上のグアニン四重鎖(PQS)を形成するヌクレオチド配列、(B)四重鎖の基本単位(G-tetrad)、(C)逆平行(左)と平行(右)を示す分子内G4構造のトポロジー、(D)4本鎖(左)または2本鎖(右)の二量化により形成される分子間G4のトポロジー。

G4 DNAとも呼ばれるグアニン四重鎖は、グアニンを多く含む核酸に見られる二次構造である。これらの構造は通常、テロメア（染色体の末端）に存在する。グアニン四重鎖は、その構造の構成要素であるループ配置によって平行にも逆平行にもなる。すべてのDNA鎖が同じ方向に走っている場合、それは平行四重鎖と呼ばれ、隣接する平行鎖を接続する鎖反転/プロペラとして知られている。1本または複数のDNA鎖が反対方向に走っている場合、それは逆平行四重鎖と呼ばれ、隣接する逆平行鎖を接続する横方向/エッジ方向の形式、または対角線上にある2本の鎖を斜めに接続する対角線の形式がある。これらのグアニン四重鎖の構造はカチオンによって決定できる。

### DNA複製
DNAでは、5'炭素はリーディング鎖の先頭に位置し、3'炭素はラギング鎖の末尾に位置する。核酸配列は相補的で平行しているが、逆方向に進むため、逆平行と呼ばれる。DNAの逆平行構造は、リーディング鎖を一方向に複製し、ラギング鎖を他方向に複製するため、DNA複製において重要である。DNA複製では、リーディング鎖は連続的に複製されるが、ラギング鎖は岡崎フラグメントとして知られる断片で複製される。

#### 生化学における逆平行性
逆平行のDNA二重らせん構造の重要性は、相補的な窒素塩基対間の水素結合によるものである。もしDNA構造が平行である場合は、塩基対は知られている方法で対になっていないので、水素結合は不可能になる。4つの塩基対は、アデニン、グアニン、シトシン、およびチミンである。ここで、アデニンはチミンを、グアニンはシトシンを補完する。DNAの構造が平行になってしまうと、転写がDNAから読み取る情報が意味をなさなくなるという別の問題が生じる。これはさらに間違ったタンパク質の生成につながる。

## ポリペプチド
ポリペプチドにはN末端とC末端があり、これらはポリマーが合成された方向を反映する方法でポリマーの末端を指す。各アミノ酸サブユニットの時系列的順序は、ポリペプチドの方向性表記の基礎となっており、あるタンパク質は、N末端とC末端の間にある固有のアミノ酸略号の集合として表すことができる。

### βシート

逆平行および平行βシート

多くのタンパク質は、二次構造の一部としてβシート（ベータシート）を採用していることがある。βシートでは、1つのポリペプチドの各部分が横に並んで互いに逆平行に走り、それらの主鎖間の水素結合を可能にすることがある。また、ベータシートは、平行または逆平行の二次構造をとることもできる。ただし、逆平行βシートは、水素結合が90°の角度で適切に整列しているため、平行構造よりも著しく安定している。